# Wydundra
Genre
Wydundra est un genre d'araignées aranéomorphes de la famille des Gnaphosidae.

## Distribution
Les espèces de ce genre se rencontrent en Australie, en Indonésie et en Malaisie.

## Liste des espèces
Selon World Spider Catalog (version 19.5, 22/12/2018) :
- Wydundra alexandria Platnick & Baehr, 2013
- Wydundra anjo Platnick & Baehr, 2006
- Wydundra barrow Platnick & Baehr, 2006
- Wydundra camooweal Platnick & Baehr, 2013
- Wydundra carinda Platnick & Baehr, 2006
- Wydundra charnley Platnick & Baehr, 2006
- Wydundra chillagoe Platnick & Baehr, 2013
- Wydundra churchillae Platnick & Baehr, 2006
- Wydundra clifton Platnick & Baehr, 2006
- Wydundra cooper Platnick & Baehr, 2006
- Wydundra cunderdin Platnick & Baehr, 2006
- Wydundra daunton Platnick & Baehr, 2006
- Wydundra drysdale Platnick & Baehr, 2006
- Wydundra ethabuka Platnick & Baehr, 2006
- Wydundra fitzroy Platnick & Baehr, 2006
- Wydundra flattery Platnick & Baehr, 2006
- Wydundra garnet Platnick & Baehr, 2006
- Wydundra gibb Platnick & Baehr, 2006
- Wydundra gilliat Platnick & Baehr, 2013
- Wydundra gully Platnick & Baehr, 2006
- Wydundra gunbiyarrmi Platnick & Baehr, 2006
- Wydundra humbert Platnick & Baehr, 2006
- Wydundra humptydoo Platnick & Baehr, 2006
- Wydundra jabiru Platnick & Baehr, 2006
- Wydundra kalamurina Platnick & Baehr, 2006
- Wydundra kennedy Platnick & Baehr, 2006
- Wydundra kohi Platnick & Baehr, 2006
- Wydundra leichhardti Platnick & Baehr, 2013
- Wydundra lennard Platnick & Baehr, 2006
- Wydundra lindsay Platnick & Baehr, 2006
- Wydundra lowrie Platnick & Baehr, 2006
- Wydundra moolooloo Platnick & Baehr, 2006
- Wydundra moondarra Platnick & Baehr, 2006
- Wydundra morton Platnick & Baehr, 2006
- Wydundra neinaut Platnick & Baehr, 2006
- Wydundra newcastle Platnick & Baehr, 2006
- Wydundra normanton Platnick & Baehr, 2006
- Wydundra octomile Platnick & Baehr, 2006
- Wydundra osbourne Platnick & Baehr, 2006
- Wydundra percy Platnick & Baehr, 2006
- Wydundra solo Platnick & Baehr, 2006
- Wydundra uluru Platnick & Baehr, 2006
- Wydundra undara Platnick & Baehr, 2006
- Wydundra voc (Deeleman-Reinhold, 2001)
- Wydundra webberae Platnick & Baehr, 2006
- Wydundra windsor Platnick & Baehr, 2006

## Systématique et taxinomie
Ce genre a été déplacé des Prodidomidae aux Gnaphosidae par Azevedo, Griswold et Santos en 2018.

## Publication originale
- Platnick & Baehr, 2006 : A revision of the Australasian ground spiders of the family Prodidomidae (Araneae, Gnaphosoidea). Bulletin of the American Museum of Natural History, no 298, p. 1-287 (texte intégral).